# ني أونا مينوس
ني أونا مينوس (هي جملة بالإسبانية تَعني «ولا إحداهن أقل») وهِي حركة نسوية أرجنتينية، انتَشَرت في العَديد مِن بُلدان أمريكا اللاتينية، التي تَشن حَملات العنف ضد المرأة. تُعرِّف «ني أونا مينوس» نفسها على أنها «صرخة جماعية ضد عنف الماشيستا» في مَوقعها الرسمي على الإنترنت. وقد بَدأت الحَملة مِن قبل مَجموعة مِن الفنانات والصحفيات والأساتذة الأرجنتينيين، ونَمت لِتُصبِح «تحالفًا قاريًا للقوى النسائية». وتنظم الحركة بانتظام احتجاجات ضد قتل النساء، ولكنها تطرقت أيضا إلى مواضيع مثل الأدوار الاجتماعية المحددة لكل نوع، والتحرش الجنسي، وفجوة الأجور بين الجنسين، والتشييء الجنسي، وقانون الإجهاض، وحُقوق المشتغلين بالجنس، والجوانب القانونية للتحول الجنسي. انتقدها بعض الصحفيين خاصة في عام 2017؛ بسبب بعض مطالبها كحرية ميلاغرو سالا.
أصبَحَت الحركة مُعترف بِها وَطنياً باستخدام هاشتاج #NiUnaMenos عَلى وسائل التواصل الاجتماعي، والذي تَمَّ بِموجبه تَنظيم مُظاهرات ضَخمة في 3 يونيو 2015، حيث كان قصر الكونغرس الوطني الأرجنتيني نقطة التقاء رئيسية. نظمت الاحتجاجات بعد مقتل كيارا بايز البالغة من العمر 14 عاماً، والتي وجدت مَدفونة تَحتَ مَنزل صَديقها في 11 مايو/أيار، وتعرضت للضرب حتى الموت. ظاهرة فيروسية امتدت إلى بلدان مثل أوروغواي وشيلي، تمكنت من التجمع حوالي 200,000 في بوينس آيرس وحدها. في 3 يونيو 2016، جرت المظاهرة المتنوعة مرة أخرى في جميع أنحاء المدن الأكثر أهمية في الأرجنتين، تحت الشعار الجديد #VivasNosQueremos (الإنجليزية: #WeWantUsAlive)؛ كما تم تكرار المَسيرة في مونتيفيديو، أوروغواي وسانتياغو، تشيلي. كما جرت مَسيرة #NiUnaMenos في ليما، وبيرو وتجمع الآلاف من الناس أمام قصر العدل في 13 أغسطس 2016. اعتبرتها صحيفة La República أنها أكبر مظاهرة في تاريخ بيرو.
في 19 أكتوبر/تشرين الأول 2016، نظمت جماعة نيو مينوس الجماعية إضراباً جماهيريًا نسائيًا لأول مرة، رداً على مقتل لوتشيا بيريز البالغة من العمر 16 عامًا، والتي تعرضت للاغتصاب والتخريب في مدينة مار دل بلاتا الساحلية. تألفت من ساعة وقفة واحدة من العمل والدراسة في وقت مبكر من بعد الظهر مع المتظاهرين الذين يرتدون الحداد على ما كان يعرف باسم Miércoles negro (الإنجليزية: الأربعاء الأسود). أصبحت هذه الاحتجاجات في جميع أنحاء المنطقة وأعطت الحركة زخما دوليًا أكبر، وتم تنظيم مظاهرات في الشوارع في تشيلي وبيرو وبوليفيا وباراغواي وأوروغواي والسلفادور وغواتيمالا والمكسيك وإسبانيا. بعد أسبوع، تم الاحتجاج في ريو دي جانيرو البرازيل، والذي اعتبر «علامة أخرى واضحة على أن ني أونو مينوس أصبح صرخة حاشدة للمنطقة». في 8 مارس 2017، ني أونا مينوس شاركت في إضراب النساء الدولي. كان الإضراب في الولايات المتحدة بقيادة قادة مسيرة النساء في واشنطن، الذين أشاروا في خطاب إلى صحيفة «ذي غارديان» إلى نيو مينوس كمصدر إلهام.

## الأصل
أخذت المجموعة اسمها عام 1995 من العبارة التي كتبتها الشاعرة والناشطة المكسيكية سوزانا تشافيز "Ni una muerta más"، احتجاجًا على جرائم قتل الإناث في سيوداد خواريز. في عام 2011 أصبحت العبارة «رمزًا للنضال». أقيمت الاحتجاجات الأولى التي نظمتها ني أونو مينوس في ريكوليتا في 26 مارس 2015، وتألفت من ماراثون القراءة، وفن الأداء والعروض. كان حافز الحدث هو مقتل دايانا غارسيا، التي عثر عليها ميتة في كيس قمامة في 16 مارس.

## روابط خارجية
- الموقع الرسمي